# Kobold (román)
Kobold je dvojromán české spisovatelky Radky Denemarkové z roku 2011, kterým autorka završuje svou trilogii na sebe volně navazujících románů o středoevropském dvacátém století, dále tvořenou tituly A já pořád kdo to tluče a Peníze od Hitlera. Dvojromán sestává z příběhů Přebytky něhy (s podtitulem O vodě) a Přebytky lidí (s podtitulem O ohni), přičemž nosným tématem obou z nich je bezpráví, předsudky a útlak ze strany manipulátorů. A to jak na úrovni rodiny, tak na úrovni celé společnosti. Zatímco část Přebytky něhy přibližuje na pozadí dějin dvacátého století osudy rodiny Michaela Kobolda, který svou ženu a děti dlouhodobě týrá, podává část Přebytky lidí svědectví o přezíravosti a bezcitnosti současné lidské společnosti na příkladu ovdovělé matky devíti dětí, Justýny.
Obě části dvojrománu lze do značné míry chápat jako samostatné příběhy, množství situací a postav se však vyskytuje u obou z nich a dohromady tak romány utvářejí jeden celek, jehož společným jmenovatelem je Kobold. Význam slova „kobold“ přitom osvětluje hned na začátku samotný text: „KOBOLD – slovo německého původu. Diblík, šotek, neposeda, skřítek, strážce podzemních pokladů. Přeneseně skřet, kreatura, monstrum.“ — Kobold, str. 8  . Kromě jména jedné z postav toto slovo dle samotné autorky označuje „[…] modelový typ člověka, který je vysoce inteligentní, chybí mu ale emoční inteligence a naprosto mu chybí sociální cítění. To opravdové soucítění. A právě tento typ lidí dokáže velice snadno manipulovat s druhými. Tento typ lidí se dostává velice rychle k moci“.
Dvojromán byl nominován na Cenu Josefa Škvoreckého za rok 2011, na Cenu Česká kniha za rok 2012 a dočkal se překladů například do slovinštiny či polštiny.

## Styl a kontext
V části Přebytky něhy (O vodě) představuje vodní živel důležitou součást vyprávění, viz odpovídající úryvek v sekci níže. Vypravěčkou děje je nejstarší dítě Helly a Michaela Koboldových, Judita. Příběh samotný sestává z mnoha vzpomínek a úryvků, které se odehrávají na několika dějových liniích a v různých časech. Text obsahuje úryvky psané německy a podobně jako u A já pořád kdo to tluče i zde je text občas přerušován krátkými vsuvkami ve zprzněné němčině, češtině a občas i dalších jazycích, viz patřičnou ukázku. Jak tento, tak i následující příběh jsou tvořeny souvislým textem, který není dělen do kapitol.
Část Přebytky lidí (O ohni) je podstatně kratší a její závěr je přímo inspirován žhářským útokem ve Vítkově. Tato část navíc obsahuje odkazy na předchozí romány trilogie — Justýnin tělesně postižený soused Krvepolský se jako bezejmenná epizodní postava objevuje v románu A já pořád kdo to tluče, kde ho v tramvaji s odporem sleduje Birgit Stadtherrová. Krvepolský pracuje v pohřební službě jako obstaravač mrtvol a místo toho, aby jednu z mrtvol na přání pozůstalých oblékl do rodinou dodaných šatů s lodičkami, daruje obojí tajně Justýně. Onou okradenou mrtvolou je přitom tělo Gity Lauschmannové, která vystupuje jako hlavní postava v románu Peníze od Hitlera.

## Děj

### Přebytky něhy
Tato část dvojrománu popisuje dlouhá léta trvající domácí násilí páchané Michaelem Koboldem na své ženě Helle a jejich třech dětech. Níže je podán zjednodušený chronologický souhrn, rozdělený pro svoji délku do několika sekcí.

#### Seznámení
Michael Kobold, jenž žije se svou matkou od mládí v Praze, je patologicky posedlý Vltavou a sochami na Karlově mostě. O jednom Štědrém dnu vyleze k soše Jana Nepomuckého na Kamenném mostě a chce ji zahalit do kožichu. Socha však povolí a oba skončí ve vodě. Polomrtvý Kobold je vyloven, vytažen do záchranářské loďky a přiveden zpět k životu. Na mostě se mezitím shlukne dav zvědavců, jedním z nichž je i sedmnáctiletá Hella, dcera z movité židovské převážně německy hovořící rodiny. Hella se rozhodne vymanit z davu skokem do Vltavy a je vylovena do téže loďky co Kobold, který je černovláskou uhranut.
Hella rodičům namluví, že jí Kobold zachránil před utonutím, a oni tak oba prochladlé mladé lidi převezou do svého honosného bytu. Tam Kobold po nocích dochází za Hellou, která s ním počne dítě, Juditu. Kvůli tomuto dítěti se později Hella za Kobolda ke značné nelibosti rodičů vdává. Rodiče bez jejího vědomí Hellu přislíbili rodinnému příteli, vzdělanému a chlípnému doktoru Brodovi. Kobold, v jehož vzezření i chování je cosi zvířecího, má tělo hustě porostlé černými chlupy a vyvolává u ostatních odpor. Kvůli poprasku na Kamenném mostě navíc dostane zákaz na most vstoupit. 
Nacistická okupace ruší původní zákaz pro Kobolda a ten tak opět může vstoupit na Kamenný most. Začne se od Helly učit německy a imponuje mu německé umění. Kobold nemá Helliny rodiče pro jejich přehlíživé chování rád. Povyšuje se nad ně, nechá se obsluhovat jejich služebnictvem a nakonec je coby částečné Židy udá. Ještě jim pomůže s věcmi do transportu a mává na ně radostně na nástupišti. Nad Hellou drží díky svým konexím ochranou ruku doktor Brod. Koboldově rodině připadne celý majetek Helliných rodičů a od té doby tak Koboldovi žijí v přepychovém bytě na nábřeží. Během osvobození Kobold rychle převleče kabát.

#### Narození dvojčat
Helle a Koboldovi se narodí dvojčata, bratři, v knize označovaní jako Starší a Mladší. Vzhledem jsou k nerozeznání, Starší je však vývojově mnohem napřed. Dvojčata jsou k sobě silně přimknuta, Judita stojí jaksi stranou. Všechny děti jsou vystaveny týrání, přičemž Koboldovi asistuje jeho matka. Mladšího z bratrů nechá spát na podlaze v koupelně, jídlo mu dává jen jednou denně. Juditě zakazuje Kobold studovat, nutí jí hodiny sedět v ledové vodě. Ta následkem týrání několikrát skončí v nemocnici a nedoslýchá na jedno ucho. Juditě se rozdvojí osobnost — přibude imaginární Julie, která musí snést bití, zatímco Judity se týrání netýká. V dospívání se Starší občas Koboldovi vzepře, jednou ho úmyslně popálí žehličkou.
Kobold pracuje ve vysoké funkci v čistírně vod. Helle přitom pracovat nedovolí. Bije ji do krve, pálí žehličkou, ponižuje ji, odpírá jí jídlo, nutí ji jíst holýma rukama na zemi. I když musí okolí přinejmenším tušit, co se u Koboldových děje, nikdo nic neudělá. Kobold je imponující, sympatický, před ostatními působící jako ideální manžel. Zoufalá Hella, jež občas u kolemjdoucích žadoní o pomoc, působí jako vyšinutý blázen. Několikrát skončí na psychiatrii. Stává se čím dál apatičtější, někdy se „odpojuje“. Myslí si, že by bez Kobolda nemohla žít, občas sama po bytě chodí a zasněně přičichává ke Koboldově propocené košili. Utíká do vnitřních světů a po večerech píše verše a prózu na sáčky od mouky a cukru. Doktor Brod je celý život do Helly zamilován. Několikrát jí nabídne, aby s ním utekla za hranice. Hella však vždy odmítne, především kvůli dětem. Ty si Kobold bere vždy jako rukojmí a nechce je Helle vydat.

#### Smrt dvojčat
Během dospívání Starší uhodí Hellu, za což se s ním Mladší do krve popere. Starší uteče k Brodovi a Kobold rozhodne, že se Starší stane námořníkem. Ten tak učiní a emigruje, bratrům se však po sobě stýská a píšou si často dopisy. Mladší se pokusí dostat za bratrem ukryt v autě doktora Broda, je ale odhalen a odsouzen za pokus o nedovolené překročení hranic. Po propuštění musí vykonávat podřadné práce. Mladší se za bratrem vydá podruhé. Ukradne Koboldovi potápěčskou výstroj a podpluje hranici do Německa. V tutéž chvíli Starší připlouvá na vlečné lodi do komunistického Československa. Státní bezpečnost si ho splete s Mladším a Starší je po příjezdu uvězněn. Ve vězení je týrán bachaři a nakonec zabit spoluvězněm. V tu dobu se Mladší dostane na loď, o níž z dopisů ví, že jí řídí Starší, a tamní posádka si ho splete s bratrem. Loď vypluje a ztroskotá v Severním moři. 
Po letech Kobolda Hella omrzí a začne jí být často nevěrný. Jeho drzost dojde až tak daleko, že si jednu z milenek, mladou cikánečku, vozí domů, kde s ní za Helliny přítomnosti spí a nutí Hellu ji obsluhovat. Cikánečka mu porodí dcerku, jež dostane jméno Justýna. Matka z porodnice uteče a tak skončí Justýna v kojeneckém ústavu. Stárnoucí Hella chce Justýnu adoptovat, což však Kobold překazí.

#### Judita
Judita svou nevlastní sestru Justýnu nikdy nepozná. Nejprve se živí jako uklízečka v hotelu, později ji Kobold najde práci v čistírně vod a chce jí provdat za svého podřízeného, Jordána. Hella se vzepře a proti Koboldově vůli provdá Juditu za stařičkého doktora Broda, který Hellu stále miluje. Na Brodovu radu a s jeho pomocí Judita emigruje do USA, kde si založí úspěšnou školu plavání. I tam se setkává s týranými dětmi. Traumatické zkušenosti z dětství si ona sama přenáší i do vlastního vztahu a v Americe žije v toxickém manželství, ze kterého nakonec, na rozdíl od své matky, dokáže utéct. Rozvede se. Cenou za to se vzdá své vlastní dcery. V emigraci se dozví o podivném zmizení svých rodičů, kdy měl Kobold údajně spadnout do čistírny vod a Hella se den nato měla utopit při projížďce loďkou. Krátce předtím byla přitom viděna, jak stojí na obrubě Kamenného mostu vedle jedné ze soch, která byla někým posléze ulomena. Veškerý majetek Koboldových včetně bytu propadá státu.
Na sklonku života se Judita vrací z USA do Prahy s cílem vyrovnat se s minulostí a ukončit cyklus svého i Koboldova života. Judita nemůže Helle odpustit, že sebe i ji nechala týrat. Kobolda i přes všechno, co jim udělal, vidí v pozitivnějším světle. Judita v Praze střídá obden hotely až se po několika měsících rozhodne si pronajmout na nábřeží byt. Nechává se provázet mladičkou sebevědomou makléřkou a z jejich konverzace plyne, že názory mladé ženy se v mnohém s názory stařičké Judity míjejí.
Poslední navštívený byt je shodou okolností bývalý byt Helliných rodičů. Judita si ho okamžitě pronajme i přes upozornění makléřky, že byt byl už několikrát záhadně vytopen. První večer se byt začne plnit vodou. Judita se vysvleče a přesune do vany. Román končí metaforickou pasáží, která zrcadlí scénu z Kamenného mostu ze začátku textu. Judita se mění v rybu, je vtažena vodním odtokem a vyvržena do chladné vody ke Kamennému mostu. Na mostě pukají sochy, z řeky tryskají gejzíry, na mostě se shlukují přihlížející. Z vody je vytažena socha, kterou objímá drobná lidská kostra — Kobold a Hella.

### Přebytky lidí
Hlavní postavou je Romka Justýna, vdova a matka devíti malých dětí, která je po smrti manžela a neschopnosti platit nájemné nucena žít v bídných podmínkách zchátralého domu na okraji městečka u Prahy. Justýna se objevuje jako Koboldovo nemanželské dítě již v části Přebytky něhy, ona sama však o svém otci kromě jména neví vůbec nic. Za Justýnou dochází Harold Novák, vedoucí místní sociálky, který chudou Justýnu na pokraji fyzického zhroucení uplácí drahým jídlem pro ni a její děti výměnou za sex.
Justýnu současně už přes rok tajně miluje její soused odnaproti jménem Krvepolský, který ji a její děti bez jejího vědomí chrání před vandalskými útoky pětice výrostků. Vždy ráno ji navíc na zápraží připraví dárky s penězi a úryvky básní. Tuto přízeň si však mladá matka mylně vykládá jako lásku Harolda, jenž mezitím o Justýnu ztratil zájem. Krvepolský je těžce tělesně postižen — je ohyzdného těla, obludně napuchlých kotníků a občas nekontrolovatelného pohybu jazyka s těžkostí mluvit. Pracuje v pohřební službě, kde připravuje mrtvoly na poslední cestu. Na některých ženských mrtvolách se přitom sexuálně ukájí. To je i případ mrtvoly Gity Lauschmannové. Místo toho, aby dle přání její dcery a vnučky Gitu oblékl do nových modrých šatů a lodiček, daruje obojí Justýně.
Děj vygraduje v několika směrech naráz — rodina Gity Lauschmannové má podezření na manipulaci s mrtvolou a nechá provést exhumaci, kde se zjistí, že Gita na sobě nemá dané oblečení a Krvepolský je tak vzat do vazby. Ten těsně před zatčením stihne vybrat veškeré své úspory a darovat je Justýně. Tento dárek však přichází pozdě, protože otřesené Justýně je právě sděleno, že sociálka rozhodla o odebrání jejích dětí, viz i patřičnou ukázku. Než však stihne úřad Justýně děti odebrat, jsou ona i děti zaživa upáleni ve svém domě, který záměrně podpálila skupinka chuligánů.

## Ukázky
- Román Přebytky něhy obsahuje značné množství přirovnání a odkazů na vodu, řeku a vodní živel obecně. Tak například:

Koryto se plnilo nenápadně. Voda nezapomíná. Předává zprávy napříč staletími, napříč tisíciletími. Jen je roztrousí. Vysílá je vzhůru. Spadají zabalené do vodních kapek. Vsakují se do země, zatímco se planeta otáčí. Voda ví o Koboldovi a voda ví o Helle. Tiché nebezpečí, co břehy mele. Boží mlýny jsou poháněny pozemskou vodou. Pozemská voda je spravedlivá. Někdy nedočkavá z pomalosti zrezivělých božích mlýnů, které obsluhuje někdo dementní. Pak raději vtahuje těla pod hladinu sama.
Kobold, str. 168
- Text je občas přerušen vsuvkou psanou většinou ve zpotvořené němčině či češtině a nemající jasný význam:

kobohell eiskalt
majhel majkob
freiwillig macht sie das nicht
eis frei nicht
is rei icht
ave ava
ave
Kobold, str. 119
- Kobold se přizpůsobí každé době. Za nacistické okupace má Hella coby poloviční Židovka zákaz sejít k Vltavě. Kobold neprotestuje:

Všichni byli nakaženi. Nakaženi dobou, kdy po mostě chodily vyleštěné holínky. Kobold se nakazil. Nákazu šířil po válce. „Jsi prašivá,“ řekl Helle Kobold. […] Hella k řece nesmí. Nesmí do lodičky na řece a nesmí ani sejít k řece, nové nařízení z tohoto roku, roku 1942. „Jsi prašivá,“ řekl jí Kobold.
Kobold, str. 50—51
- Hella je ze strany Kobolda vystavena ponižování, bití, manipulaci. Když se tento toxický vztah projeví na veřejnosti, nikdo se Helly nezastane. V následující ukázce se Hella schovává před Koboldem v jedné hospodě, kde klidně popíjí z půllitru. V takovém rozpoložení ji nakonec Kobold najde a hned po příchodu ji začne sprostě urážet:

Hella se dívá na svoje ruce, které objímají půllitr. Nesedí u stolu sama. Přisedli si nějací muži v dlouhých vlasech. Máničky se vrátily z koncertu. Mohly by být jejími syny. „Tak s těma teď šukáš?“ Hospoda tichne. Hella se nehýbe. […] Koboldova ruka je rychlá. Hella se skácí i se židlí. […] Ze spánku se dere curúček krve. […] Hospoda ztichne, jen pivo bublá ze sklenice, výčepní se bojí pohnout, aby nepřerušil dramatický výstup. […] Kobold popadne trs vlasů, černých žíní. […] Červený curúček mění směr, teče přes tvář, hrbolek nosu, do protějšího ucha. […] „Zavolejte esenbé, prosím.“ Není jasné, ke komu mluví. Kobold druhou rukou vypne hostinskému pípu. Bublání ustane. „Kolik vám dluží?“ „To je dobrý, šéfe. Vona chtěla do půllitru vodu z vodovodu.“ Kobold s Hellou na vodítku odchází. Mizí do noci směrem k řece. Z putyky se ozve pobavený potlesk.
Kobold, str. 124
- Jedním z ústředních momentů románu Přebytky lidí je rozhodnutí sociální péče o tom, že budou Justýně odebrány děti, které představují smysl jejího života. Na Justýnu tento krok těžce dopadá:

Otázka dne zněla jednoduše. Jak tento den přežít. Zásada číslo jedna: nepanikařit. Justýna nespí celou noc, převaluje se a naslouchá dechům svých dětí. […] Devítihlasé nádechy a výdechy jsou jejím kyslíkem, ten ona dýchá, jsou kyslíkovou maskou přiloženou k jejím ústům a nozdrám, bez ní by se udusila. Bez ní se udusí. […] Z vlasů stáhne bezmyšlenkovitě gumičku a pohrabáčem pravé ruky si sčesává dlouhé prameny vlasů přes oči, přes celý obličej, schovává se za clonu, vzlykne a cosi mumlá, gumičku v ruce přetáčí jako růženec. Justýna panikaří.
Kobold, str. 290—291